# Liste der Stützpunkte der International Security Assistance Force
Die Liste der Stützpunkte der International Security Assistance Force verzeichnet Camps und ähnliche Stützpunkte in Afghanistan, in denen internationale Einheiten der aufgelösten International Security Assistance Force (ISAF) untergebracht waren. Zu diesen zählten auch Einheiten der Bundeswehr im Rahmen des Bundeswehreinsatzes in Afghanistan.
| Bezeichnung                    | Ort                | Zeitraum                              | Stationierte Streitkräfte                                                                               |
| ------------------------------ | ------------------ | ------------------------------------- | --- |
| Bagram Air Base                | Distrikt Bagram    | bis Anfang Juli 2021                  | Streitkräfte der Vereinigten Staaten                                                                    |
| Camp Bastion                   | Laschkar Gah       |                                       | Streitkräfte des Vereinigten Königreichs, Streitkräfte der Vereinigten Staaten, Dänische Streitkräfte   |
| Feldlager Faizabad             | Faizabad           | bis Oktober 2012                      | Bundeswehr                                                                                              |
| Kamp Holland                   | Tarin Kut          |                                       | Niederländische Streitkräfte                                                                            |
| Camp Julien                    | Kabul              | 2003 bis 2005                         | Kanadische Streitkräfte                                                                                 |
| Flughafen Kandahar             | Kandahar           |                                       | Streitkräfte der Vereinigten Staaten, Kanadische Streitkräfte, Streitkräfte des Vereinigten Königreichs |
| Feldlager Kundus               | Kundus             | bis 19. Oktober 2013                  | Bundeswehr                                                                                              |
| Camp Marmal                    | Masar-e Scharif    | bis 29. Juni 2021                     | Bundeswehr, Norwegische Streitkräfte                                                                    |
| PRT Meymaneh                   | Maimana            | bis September 2012                    | Norwegische Streitkräfte, Bundeswehr                                                                    |
| Camp Nathan Smith              | Kandahar           |                                       | Kanadische Streitkräfte (2005 bis 2010), Streitkräfte der Vereinigten Staaten (ab 2010)                 |
| OP North                       | Pol-e Chomri       | bis Juni 2013                         | Bundeswehr                                                                                              |
| PAT Taloqan                    | Taloqan            | 23. Februar 2008 bis 23. Februar 2012 | Bundeswehr                                                                                              |
| Lufttransportstützpunkt Termez | Termiz, Usbekistan | bis Ende 2015                         | Bundeswehr                                                                                              |
| Camp Warehouse                 | Kabul              |                                       | Bundeswehr (bis 2006), Französische Streitkräfte (ab 15. Juli 2006)                                     |